# 完整社区
完整社区是城乡规划中的一个概念，其目的是通过综合土地使用规划、交通运输规划和社区设计，来满足社区中所有居民的基本需求，不分收入、文化或政治意識形態。虽然许多社区都将该概念纳入了其社区规划，但不同规划会以自己的方式阐释完整社区的含义。完整社区的概念起源于“田园城市”等早期规划理论，并且也是包括“明智開發”在内的现代规划方法的组成部分。

## 历史
田园城市运动是首个混合不同的住房类型和用途来安置各种社区成员的尝试之一。城市蔓延不断恶化，引起了社会、环境和健康的一系列负面影响，促使规划理论转向提高城市密度。这一理念得到了各种当代理论运动的青睐，其中包括明智開發、新都市主義和可持续发展，它们都倡导高密度“紧凑”社区，进一步混合活动和土地用途，以构筑完整社区。阿瓦尼原则 （页面存档备份，存于）（Ahwahnee Principles）是美国加利福尼亚地方政府委员会制定的具有里程碑意义的文件，为精明增长和新城市主义奠定了基础；现代规划向紧凑而完整的社区迈进的过程在阿瓦尼原则的前两条中得到了概述：（1）所有规划都应采用完整而一体的社区的形式，包括对居民日常生活必不可少的住房、商店、工作场所、学校、公园和公民设施；（2）社区规模应设计成使得住房、工作、日常需求和其他活动之间的步行距离较近。
自1970年代以来，加拿大的规划政策旨在通过紧凑的形式、混合功能、提高密度和多种住房类型组合，使社区更具吸引力、更高效。北美的家庭正在变小，形式已不同于前几代人，社会和经济上也更加多元；在美国部分地区，住房成本急剧上升，使地块面积缩小，多户住宅的选择增加，郊区密度上升。
西方对以往的郊区增长模式的典型批评之一是，它复制量产了由白人、中产阶级、核心家庭主导形成的同质景观。而社会多样性和经济性需要通过建立另一种形式，通过设计促进多样性的新式社区来解决。在美国，若从规模上衡量完整社区的四要素——生活、工作、迁徙、繁荣，则纽约和旧金山排名最高，而亚特兰大和達拉斯则排名较低。

## 定义要素
“完整社区”被视为一种解决社交孤立问题、解决低效土地使用和满足不同家庭需求的方式。
完整社区的常见定义是人们生活、工作和娱乐的，对步行和公共交通友好的社区。这种社区要由多样化的住房组合来支持。虽然很多社区都以自己的方式使用该术语并纳入其社区规划，但它仍有几个定义要素。

### 提高密度
完整社区的基准是在五分钟步行范围内获得服务，与郊区蔓延相对。

### 多元的住房
在加拿大，许多市政当局都专注于提供多种住房类型组合，作为落实省和地区政策指令、建立完整社区的重要组成部分。

### 多元的土地利用
完整的社区提倡在现有社区内进行加密，为使用者提供服务，这些服务有时与既有的区划规定相悖。完成社区的障碍包括土地利用分区和规章制度，这些规划和制度可能不鼓励多元用途和设计的建筑。

### 就业机会选择
发展完整社区的一个核心目标是促进就业机会的集中，使劳动力在社区的地理边界内工作和生活。这是对睡城相关的负面影响的回应。

### 交通方式选择
随着郊区的扩张，汽车优先的道路也随之变多。尤其是在美国，大都市区的扩张导致了近郊社区的贫困，破坏了社区、机构、公园和城镇中心的联系。规划者开始倡导一种社区计划，其中以交通节点为中心，紧凑混合多种住房类型和用途，以方便居民出行。此外，一些交通规划者通过倡导适合所有年龄、能力、收入和种族人口的包容性、多模式和公平的交通系统，规划更加互联互通的社区。